# Lindera neesiana
Lindera neesiana är en lagerväxtart som först beskrevs av Nathaniel Wallich och Christian Gottfried Daniel Nees von Esenbeck, och fick sitt nu gällande namn av Wilhelm Sulpiz Kurz. Lindera neesiana ingår i släktet Lindera och familjen lagerväxter. Inga underarter finns listade i Catalogue of Life.